# Apteropeda
Apteropeda is een geslacht van kevers uit de familie bladkevers (Chrysomelidae).
De wetenschappelijke naam van het geslacht werd in 1839 gepubliceerd door James Francis Stephens.

## Soorten
- Apteropeda globosa Illiger, 1794
- Apteropeda orbiculata Marsham, 1802
- Apteropeda ovulum Illiger, 1807
- Apteropeda splendida Allard, 1860